# Michaeliskirche (Windischholzhausen)

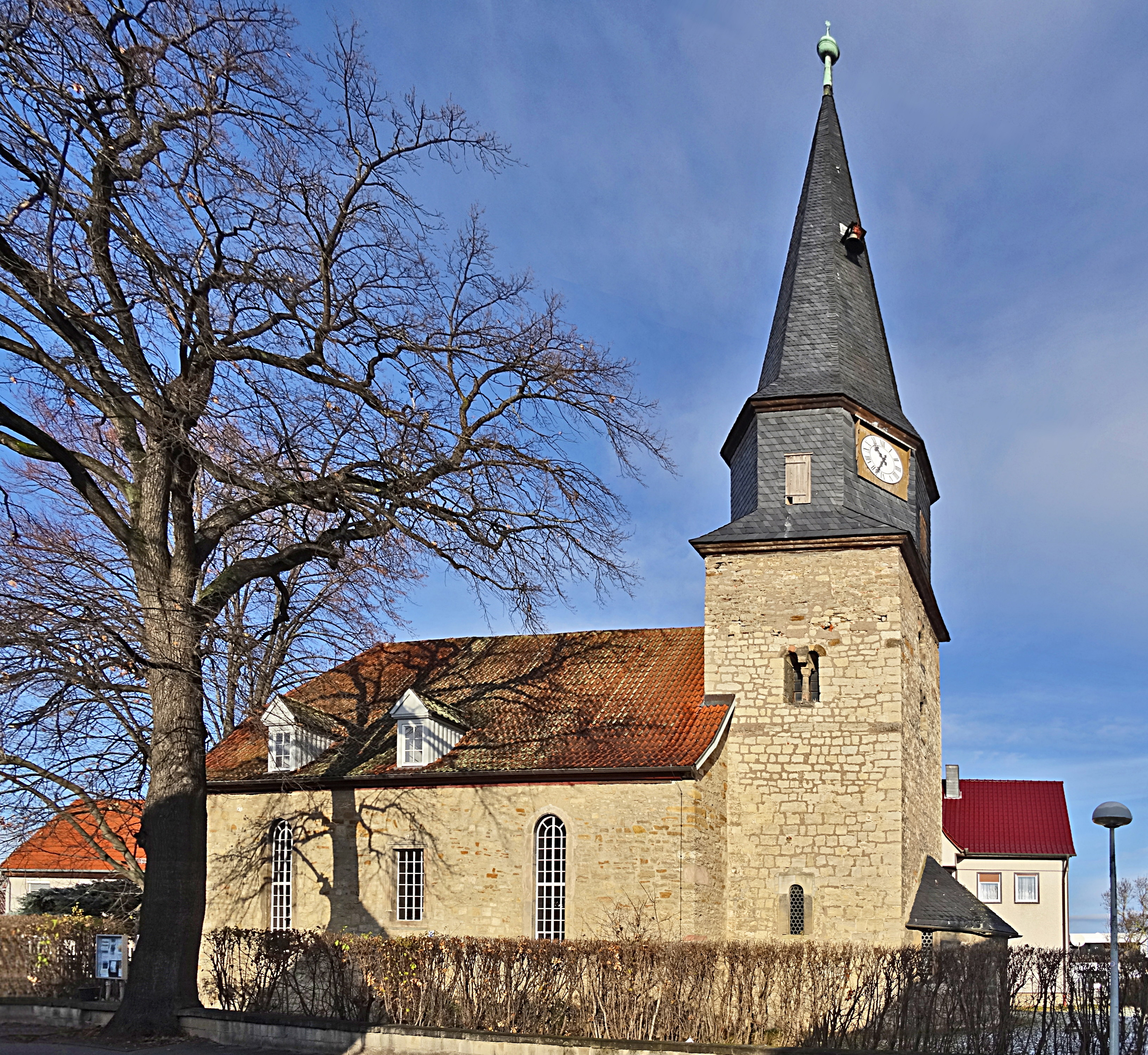
Michaeliskirche

Die evangelisch-lutherische denkmalgeschützte Michaeliskirche steht in Windischholzhausen, einem Stadtteil von Erfurt, der Landeshauptstadt Thüringens. Die Kirchengemeinde Erfurt-Windischholzhausen gehört zum Gemeindeverband Erfurt-Windischholzhausen im Kirchenkreis Erfurt der Evangelischen Kirche in Mitteldeutschland.

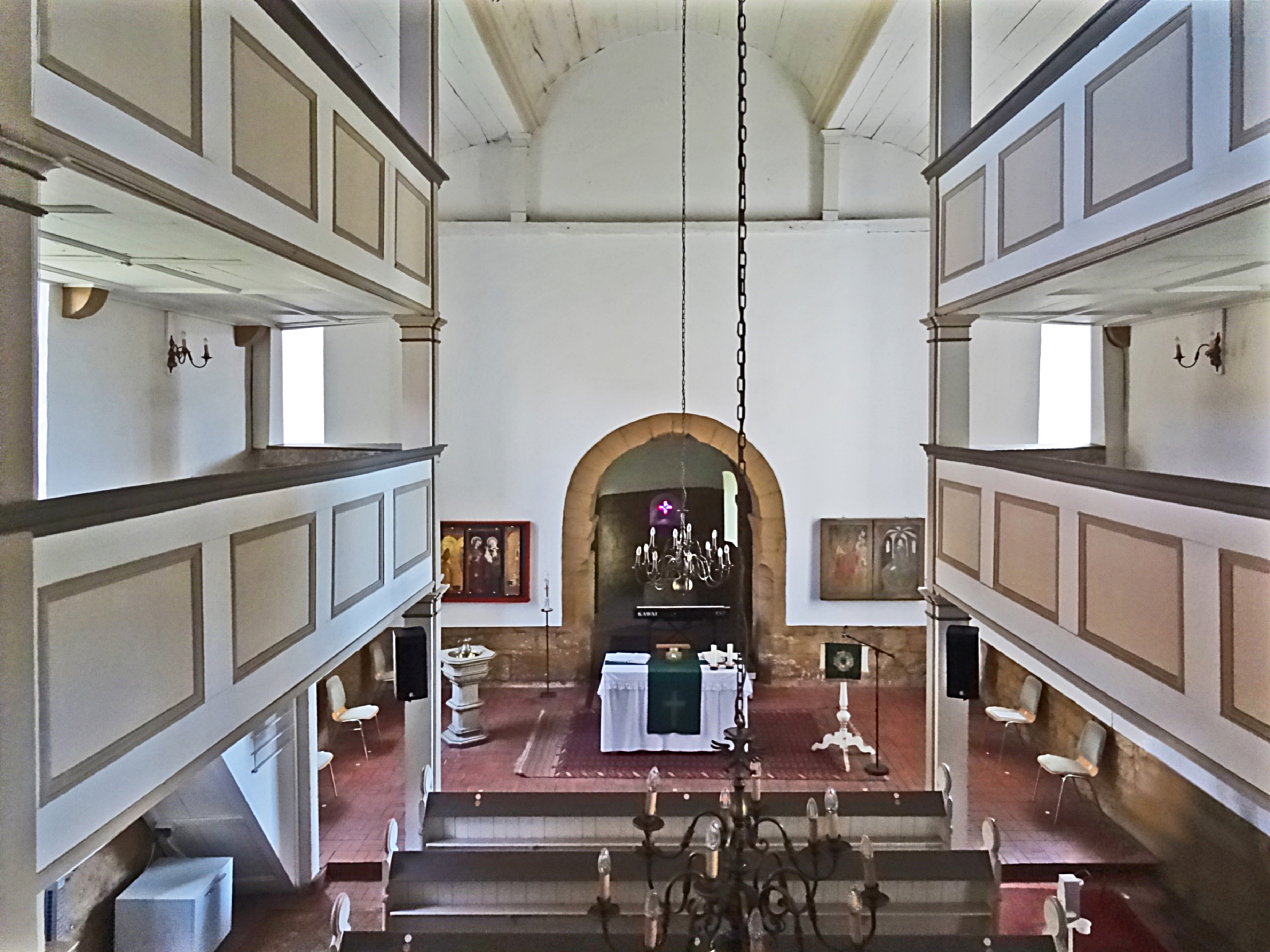
Innenansicht

## Beschreibung
Von der Kirche aus der ersten Hälfte des 12. Jahrhunderts sind nur noch der quadratische Chorturm und die Apsis erhalten. Das Langhaus mit drei Achsen wurde 1710 nach Westen neu gebaut. Es ist mit einem Krüppelwalmdach bedeckt. Die Längswände haben Bogenfenster. Auf der Ostseite hat der Turm übereinanderliegende Biforien, deren Mittelsäulen Würfelkapitelle haben. Auf den steinernen Geschossen des Turms sitzt ein achtseitiger, schiefergedeckter Aufsatz mit der Turmuhr, der von einem spitzen Helm bedeckt ist. Von den einstmals vier Kirchenglocken befinden sich im Turm nur noch zwei. Die beiden fehlenden Glocken wurden im 2. Weltkrieg für Kriegszwecke eingezogen. Außen am Turmhelm ist eine Stundenglocke angebracht. Das Erdgeschoss des Turms ist kreuzgratgewölbt. Die halbrunde Apsis hat Lichtöffnungen in Form eines Vierpasses. Bei umfangreichen Renovierungsarbeiten in den 1970er und 1980er Jahren wurden der Kanzelaltar und die alten Kirchenbänke entfernt. Der Turmraum und die Apsis, die vorher zugemauert waren und als Sakristei dienten, wurden nun wieder in die Kirche einbezogen. Zwischen Kirchenschiff und Chor ist ein rundbogiger Triumphbogen auf Kämpfern, zwischen Chor und Apsis ein Chorbogen. Der Innenraum hat umlaufende doppelte Emporen und ist mit einer Flachdecke überspannt, die 1806 und 1987 erneuert wurde. 

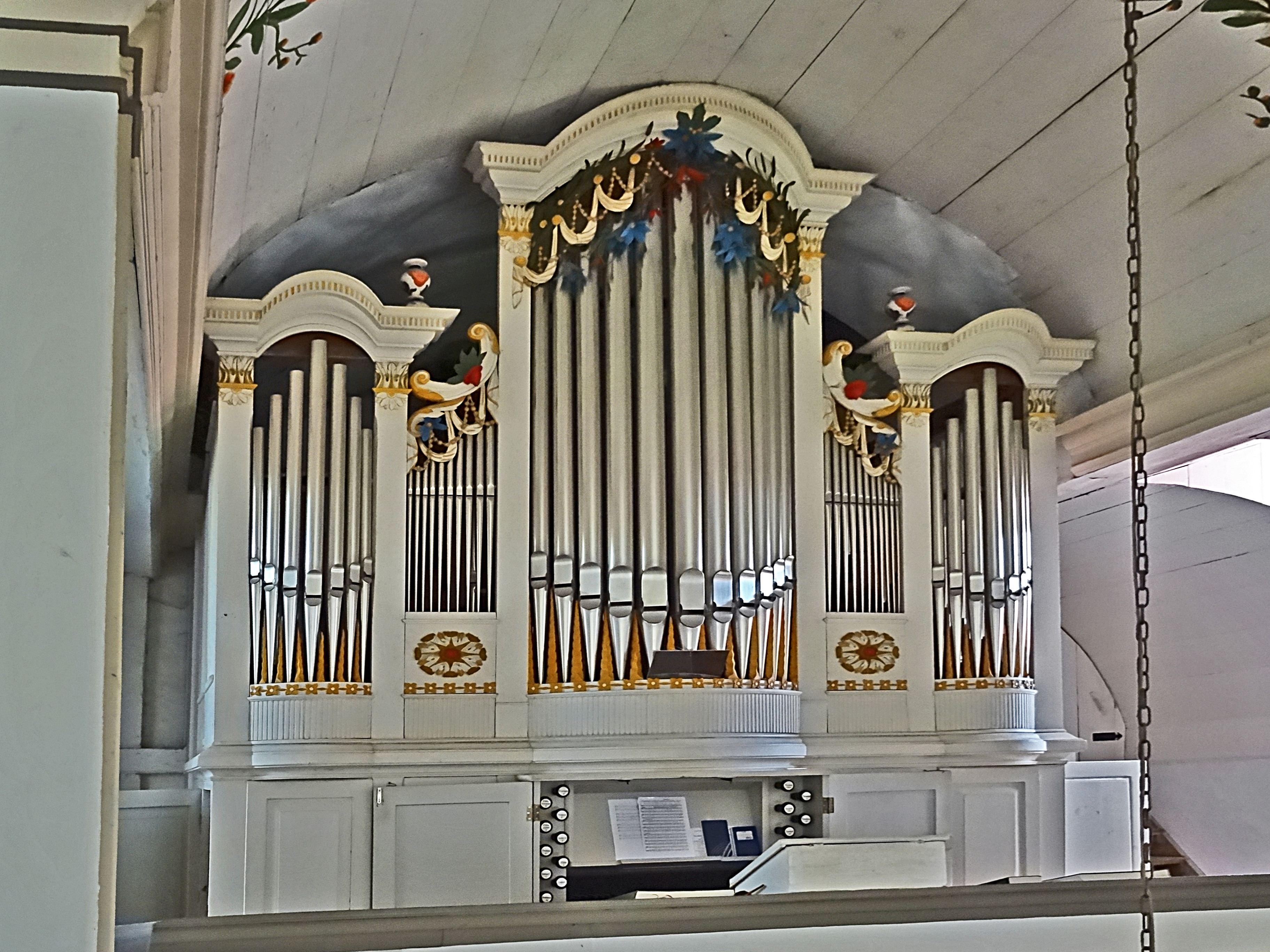
Salfelder-Orgel

Zur Kirchenausstattung gehören ein Taufbecken aus dem 13. Jahrhundert, und ein Flügelaltar aus der 2. Hälfte des 15. Jahrhunderts mit einem Schrein in der Mitte und zwei bemalten Seitenflügeln. Die zentrale Gruppe im Mittelschrein bildet die Kreuzigungsgruppe: Der gekreuzigte Jesus Christus, rechts von Johannes und links von Maria flankiert. Links von Maria stehen Dorothea und Laurentius, rechts neben Johannes stehen Katharina und Cyriacus. Die Tafelmalerei der Seitenflügel zeigt auf der Festtagsseite, d. h. im geöffneten Zustand, die Geburt und die Anbetung und auf der Alltagsseite, d. h. im geschlossenen Zustand, die Verkündigung.
Die Kirche erhielt im Jahre 1820 eine neue Orgel vom Stadtilmer Orgelbauer Johann Wilhelm Salfelder, nachdem die alte von 1805 unbrauchbar geworden war. Orgelbau Schönefeld hat die Orgel, die in den 1980er Jahren unspielbar wurde, 1994/95 und 1997 umfangreich restauriert. Sie hat nunmehr 1073 Orgelpfeifen verteilt auf 18 Register, die auf zwei Manualen und dem Pedal gespielt werden.